# Athena (band)
 For alternative betydninger, se Athena. (Se også artikler, som begynder med Athena)
Athena er en tyrkisk punk/ska musikgruppe. Athena er bedst kendt internationalt for deres meget utraditionelle ska nummer For Real ved Eurovision Song Contest 2004, hvor de stillede op for Tyrkiet. Trods det anderledes nummer kom de på en 4. plads. 